# Ada Hitchins
Ada Florence Remfry Hitchins (26 de juny de 1891 - 4 de gener de 1972) va ser la principal assistent de recerca del químic britànic Frederick Soddy, que va guanyar el premi Nobel l'any 1921 per treballar els elements radioactius i la teoria dels isòtops. Hitchins mostrava mostres aïllades de minerals d'urani, prenent mesures precises de massa atòmica que proporcionaven la primera prova experimental per a l'existència de diferents isòtops. També va ajudar a descobrir l'element protoactini, que Dmitri Mendeléiev havia predit que estaria en la taula periòdica entre l'urani i el tori.

## Educació
Ada Hitchins va néixer el 26 de juny de 1891 a Tavistock, Devon, Anglaterra, filla de William Hedley Hitchins, supervisor de duanes i impostos especials. La família va viure per un temps a Campbeltown, Escòcia, on Hitchins va assistir al batxillerat i es va graduar l'any 1909. Des d'allí, va anar a la Universitat de Glasgow, obtenint el 1913 el títol de llicenciada en ciències, amb honors. Va ser guardonada amb premis en botànica i geologia, a més de rebre una distinció especial pel seu treball en química.

## Una carrera interrompuda per la guerra
En el seu últim any a la Universitat de Glasgow, Hitchins va començar a treballar amb Frederick Soddy. Quan es va traslladar a la Universitat d'Aberdeen com a catedràtic de Química el 1914, Hitchins i un altre assistent, John A. Cranston, el van acompanyar. A Aberdeen, Hitchins era una investigadora de recerca becada per un any per la institució escocesa per a la investigació i l'estudi del filantrop americà Andrew Carnegie.
Les expectatives que Soddy de estableiri un pròsper centre de recerca a Aberdeen van ser interrompudes per la Primera Guerra Mundial, ja que els estudiants van esdevenir soldats, i es va animar als estudiants a graduar-se de cursos accelerats per omplir llocs en la indústria i el govern. Hitchins va ser trsalladada per treballar el 1916 als Admiralty Steel Analysis Laboratories. Després de la guerra, les dones treballadores van ser desplaçades dels seus llocs de treball pel retorn dels soldats. Hitchins, alliberada dels Admiralty Laboratories, va aconseguir trobar feina en factories d'acer a Sheffield.
El 1921, Frederick Soddy, aleshores a la Universitat d'Oxford, va obtenir finançament per tornar a contractar a Hitchins com a assistent tècnic. Feia poc que havia rebut el premi Nobel pel seu treball sobre radioactivitat i isòtops. El 1922, Hitchins es va convertir en la seva assistent d'investigació privada. Va continuar treballant amb ell fins a 1927, quan va emigrar a Kenya per estar més a prop de la seva família.

## Investigació radioactiva
Hitchins va treballar amb Soddy durant un període de 15 anys, en el que s'inclouen les etapes de més èxit i les més productives. Va ser la seva principal assistent de recerca, i l'única persona que va treballar amb ell durant un llarg període. La seva acurada preparació de materials radioactius, i el seu meticulos treball experimental amb urani, protoactini i isòtops de plom, va significar una contribució crucial per a la investigació a partir de la qual Soddy va rebre el Premi Nobel.

### Urani i ioni

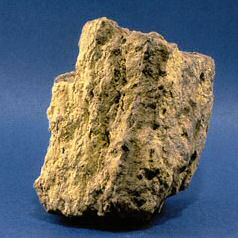
Mineral d'urani

Quan Hitchins va treballar per primera vegada amb Soddy, els investigadors encara estaven buscant nous elements químics, i els isòtops encara no s'entenien del tot. A partir del 1904, els investigadors partien de la hipòtesi que el decaiment de l'urani generava la creació de radi, però encara no estava clar com això es produïa. El 1907, el radioquímic nord-americà Bertram Boltwood va aïllar el que creia que era un nou element intermedi en la cadena de desintegració entre l'urani i el radi, l'"ioni". Els investigadors, però, van determinar que l'ioni era en realitat un isòtop del tori, el 230Th.
Soddy li va demanar a Hitchins que investigués el ioni. Va extreure selectivament urani de mostres de mineral per crear preparacions d'urani purificades i va establir la vida mitjana de l'ioni. La seva investigació també va demostrar que hi havia una taxa constant d'augment de la quantitat de radi en les seves solucions d'urani, la primera evidència experimental directa que el radi estava format per la desintegració de l'urani. Els seus resultats van ser publicats el 1915.

### Pes atòmic del plom de "tori"
Hitchins va ajudar a determinar el pes atòmic del plom a partir de mesures de minerals radioactius, treballs importants per desenvolupar una comprensió dels isòtops. Les mostres de plom destil·lat que Hitchins va preparar a partir de la Torita de Ceilan van ser utilitzades per Frederick Soddy i subministrades per ell a Otto Hönigschmid, que va fer un important treball confirmant que el pes atòmic del plom de tori és més elevat que el del plom comú.
Soddy va indicar que Hitchins també havia treballat en les anàlisis reals, en el seu informe publicat de 1917: "Segons l'anàlisi de la senyoreta AFR Hitchins i jo, els 20 quilos de torita seleccionats amb el que hem treballat contenen el 0-4%, del plom, el 57%, de tori, 1-03% d'urani i 0-5 c.c. d'heli per gram".
Aquest treball demostra que el pes atòmic no era una constant. Els elements químicament purs podrien ser barreges d'isòtops amb diferents pesos atòmics.

### Actini i protoactini

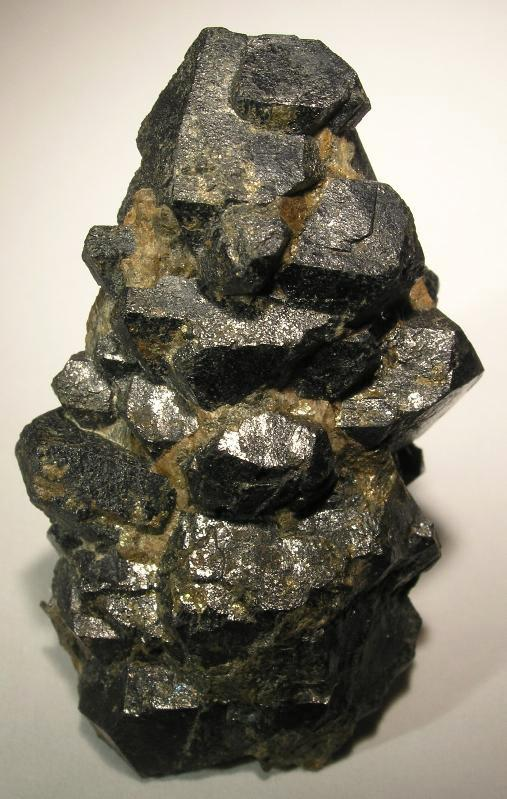
Uraninita, mineral d'uranita, font de protoactini

John A. Cranston, que també havia vingut de Glasgow a Aberdeen amb Soddy com a assistent d'investigació, va ser desplaçat el març de 1915. Hitchins va continuar la investigació de Cranston abans que ella mateixa fos desplaçada per a treballs de guerra el 1916. Aquesta investigació va donar lloc a la identificació amb èxit d'un nou element en la cadena de desintegració entre l'urani-235 i l'actini, més tard anomenat protoacti. El descobriment del protoactini va completar la versió primerenca de la taula periòdica proposada per Dmitri Mendeléiev, que ja el 1871 va predir l'existència d'un element entre el tori i l'urani e. El mateix isòtop, 231Pa, era independent descobert al mateix temps per Otto Hahn i Lise Meitner.
Soddy i Cranston van publicar el seu treball el 1918. Encara que Hitchins no va ser inclosa com a coautora, Soddy la va citar de forma significativa per les contribucions que havia fet a la investigació:
| « | els experiments es van dur a terme quan el curs de la desintegració de l'urani i la seva connexió amb el radi era bastant fosca, però els experiments proporcionen dades valuoses, que mai s'han tractat correctament en la llum dels descobriments recents, sobre els possibles origens de l'actini. Pel que fa a la nova obra, en absència d'un de nosaltres pel servei militar des de 1915, Miss Ada Hitchens va continuar els experiments durant un temps, com a B.Sc, Carnegie Research Scholar, fins que també va deixar de participar pels deures de la guerra. La seva valuosa assistència ha contribuït de forma molt important a la definició de les conclusions a les quals ha estat possible arribar. | » |

### Mesura de la radioactivitat
En els seus primers treballs amb Soddy, Hitchins va ajudar a preparar estàndards de radi per al calibratge d'electroscopis de fulla d'or, fets servir per mesurar la radioactivitat. Després de tornar a treballar amb Soddy el 1921, Hitchins va refinar encara més les mesures de la vida mitjana del ioni, i va determinar les proporcions dels isòtops de tori en mostres minerals. També va desenvolupar mètodes per extreure elements radioactius de minerals.
Soddy va escriure d'ella:
| « | considero que la senyoreta Hitchins és una química extremadament complerta amb un ampli coneixement i experiència en la difícil anàlisi química i mineral. Més al seu favor s'ha de dir que en el seu treball amb materials extremadament rars i difícilment obtinguts mai ha tingut cap accident o ha perdut cap material. | » |

## Vida posterior
En 1927, Hitchins es va traslladar a Kenya per unir-se a altres membres de la seva família que havien emigrat allà. Frederick Soddy va escriure a l'Oficina Colonial Britànica, recomanant-la per un càrrec governamental. Hitchins va ser emprada com a assajadora i química del govern en el departament de mines i geologia del govern colonial fins a 1946.
Després de la seva jubilació, l'informe anual del departament va dir que "va omplir el lloc de Química i assajadora guanyant una excel·lent reputació per la seva precisió i completa fiabilitat. La seva pèrdua va ser molt sentida per la indústria minera".
El 1946, Hitchins es va casar amb un agricultor, John Ross Stephens (també escrit Rees). Hitchins va morir a Bristol, Anglaterra, el 4 de gener de 1972.